# Žan Jakše
Žan Jakše es un deportista esloveno que compite en piragüismo en la modalidad de eslalon. Ganó una medalla de bronce en el Campeonato Mundial de Piragüismo en Eslalon de 2017, en la prueba de K1 por equipos.

## Palmarés internacional
| Campeonato Mundial | Campeonato Mundial | Campeonato Mundial | Campeonato Mundial |
| Año                | Lugar              | Medalla            | Competición        |
| ------------------ | ------------------ | ------------------ | ------------------ |
| 2017               | Pau (Francia)      | Medalla de bronce  | K1 por equipos     |